# Steixner Antal
Dr. Steixner Antal (Szentjakabfa, 1902. november 10. – Szentjakabfa, 1987. június 16.) várpalotai plébános. A Várpalotai Római Katolikus Egyházközség egyik kiemelkedő 20. századi alakja.

## Életpályája
Szentjakabfán született 1902. november 10-én. (A falu akkor Zala vármegye, ma Veszprém vármegye része.) Szülei: Steixner Pál földműves és Scheller Mária.
Elemi iskolába Szentjakabfán járt, a polgári iskolát Balatonfüreden végezte. 1918-tól gimnáziumban tanult a kisszeminárium növendékeként Veszprémben, majd teológiát hallgatott pazmanitaként 1922-26-ig Bécsben, ahol doktorrá avatták. Pfluger József segédpüspök szentelte pappá Bécsben a Szent István dómban 1926. július 18-án. Ekkor a bécsi magyarok lelkésze lett. Először 1926. október 1-től Bécsben, majd 1927. április 1-től Milánóban járt tanulmányi úton.
1927-től 1930-ig káplánként szolgált Tabon.
Veszprémben 1930-tól a kisszeminárium lelkiigazgatója, a szemináriumban a pedagógia, szentírás-magyarázat tanára, valamint az Angolkisasszonyok Intézeténél hitoktató lett. 1931-től házassági kötelékvédő továbbá a kisszeminárium aligazgatója. 1933-tól a középiskolai hittanárokat képesítő bizottság tagja. 1936-tól a filozófia tanára lett, és az Oltáregylet egyházmegyei igazgatójaként szolgált.
1939. március 25-től plébános, majd emellett 1939. május 1-től kerületi esperes lett Várpalotán. Várpalotán az ő nevéhez fűződik a templomtorony újjáépítése, a kórus bővítése, új orgona és 2 gyóntatószék beszerzése, a nagy harang újraöntése, az alsó és felső temető bekerítése, a barokk temetőkápolna kupolájának helyreállítása, harangláb újjáépítése. A Szent Donát kápolnát a második világháború után saját költségén újíttatta fel, mert bombatalálat érte. Pétfürdőn az ő idejében új templom épül, és az ottani plébánia megszervezése neki köszönhető.
A Rákosi-rendszer törvénytelenségeinek sorába illik, hogy minden előzmény nélkül 1952. június 16-án elhurcolta az ÁVH, majd kitelepítették a Hortobágyra több értelmiségi családdal egyetemben.
Raboskodott a váci fegyházban, innen 1956 októberében szabadult. 1954-től adminisztrátor Homokszentgyörgyön. Itt a következő tevékenységek történnek az ő idejében: fazsindelyes templom palafedése, színes, figurális ablakok készítése, a szentély átalakítása szembenéző oltárral, a plébániaház teljes tatarozása és a temető bekerítése.
Steixner 1971-től Taliándörögdön szolgált, ahol a templomtér kiképzése, a torony javítása, a harangok villamosítása, kettős üvegablakok készítése, a plébániaház tatarozása és a temető rendezése fűződik nevéhez.
Főpásztora érdemei elismeréseként tiszteletbeli kanonoki kinevezéssel jutalmazta 1972-ben.1980-tól szentszéki bíró. 
Nyugalmi éveit 1986-tól szülőfalujában, Szentjakabfán élte, és itt halt meg 1987. június 16-án.

## Művei
- Doktori értekezés: Innocentius III. et opus ejus „De contemptu mundi”
- Imakönyv papnövendékek használatára. Összeáll. Veszprém, 1937